# Aeropuerto de San Carlos (Nicaragua)
El Aeropuerto San Carlos (IATA: NCR, OACI: MNSC) es un aeropuerto que sirve a la ciudad de San Carlos, en el departamento de Río San Juan, Nicaragua.